# 瓦倫馬特山
47°17′03″N 7°29′07″E / 47.28417°N 7.48528°E
瓦倫馬特山（Walenmatt），是瑞士的山峰，位於該國西部，由伯恩州和索洛圖恩州負責管轄，屬於汝拉山的一部分，處於克雷明和韋爾申羅爾之間，海拔高度1,240米。